# Maisbrei
Maisbrei ist die übergreifende Bezeichnung für jeglichen aus Mais-Grieß oder Maismehl hergestellten Brei. Für die verschiedenen Arten von Maisbrei gibt es folgende Bezeichnungen:
- Polenta (Italien)
- Mămăliga (Rumänien) \ Paluckes (Siebenbürgen)
- Ugali (Ostafrika)
  - auch Nshima (im südöstlichen Afrika)
  - auch Mealie Pap (Südafrika und Namibia)

Außer diesen festeren Arten des Maisbrei gibt es auch flüssigeren Maisbrei wie den Uji (Aussprache [ˈuːd͡ʒɪ]) in Ostafrika. Dafür wird bei der Zubereitung einfach mehr Wasser verwendet. In Ostafrika isst man Ugali eher mit salzigen Beilagen zu Mittag oder zu Abend, wohingegen Uji vor allem gesüßt zum Frühstück gegessen wird.